# 老昆布雷火山
老昆布雷火山（西班牙語：Cumbre Vieja）是西班牙加那利群岛拉帕爾馬島上的一座活火山。老昆布雷火山曾在1470年、1585年、1646年、1677年、1712年、1949年、1971年和2021年喷发。
老昆布雷火山大致呈南北走向，拉帕爾馬島南部的三分之二面積被老昆布雷火山佔據。